# Jiggs
Jiggs é uma área não incorporada no condado de Elko, estado do Neva, Estados Unidos a sul do fim da State Route 228.  Ela possui uma escola muito pequena.
Jiggs fica localizada a sudoeste dos sopés das Montanhas Ruby; a comunidade fica a 48 quilómetros de  Elko.

## Filme
A localidade surgiu num anúncio publicitário  da Volkswagen, em 1965, numa campanha, onde toda a população da localidade (5 adultos, 4 crianças e um cão) foram mostrados confortavelmente dentro de uma VW Bus.

## Residentes notáveis
- Edward Carville governador do estado de Nevada[1]
- Bruce Douglas "Waddie" Mitchell, poeta cowboy